# Bill Shuster

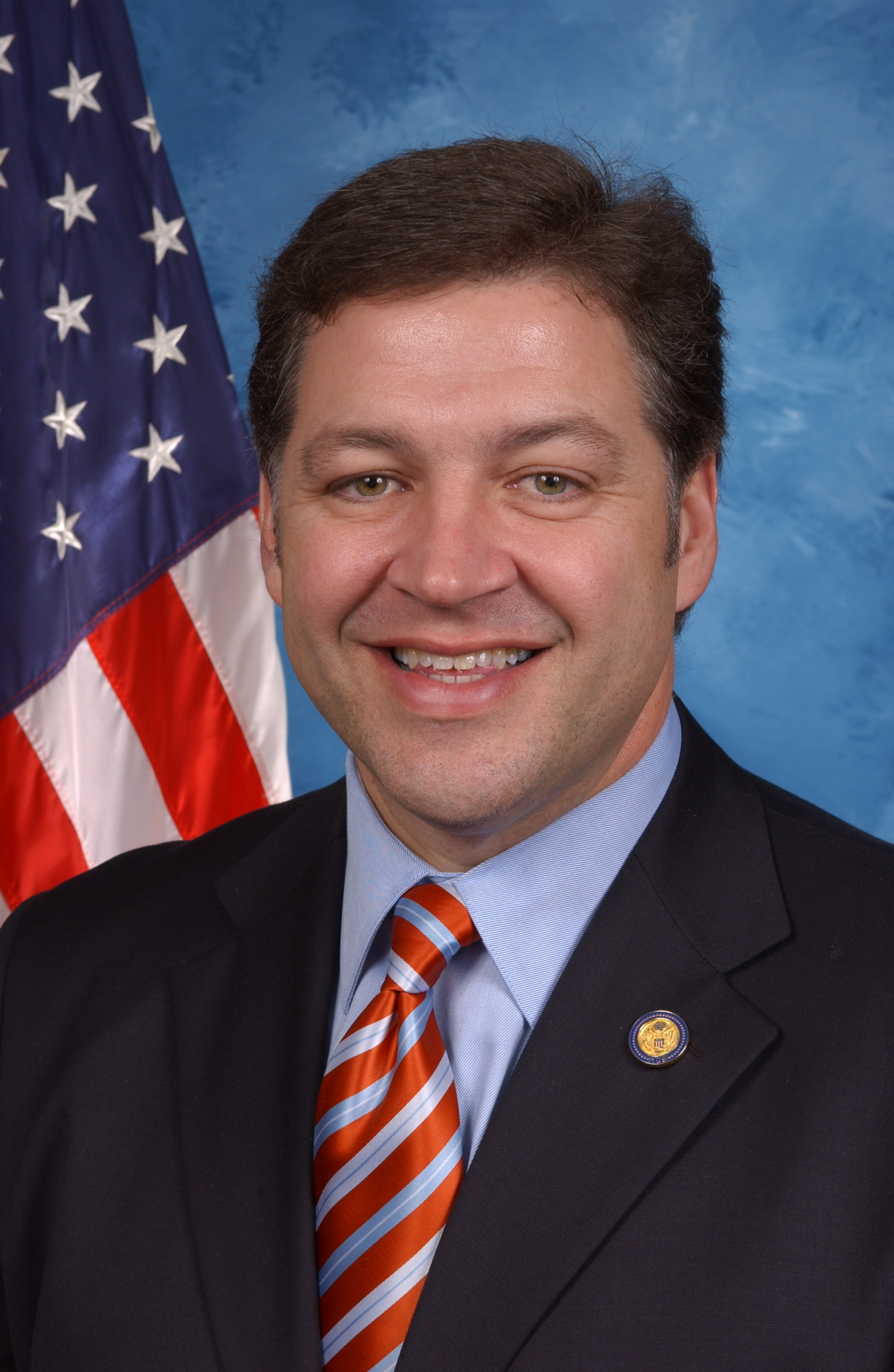
Bill Shuster

William "Bill" Shuster, född 10 januari 1961 i McKeesport, Pennsylvania, är en amerikansk republikansk politiker. Han representerar delstaten Pennsylvanias nionde distrikt i USA:s representanthus sedan 2001. Han efterträdde sin far Bud Shuster som var kongressledamot 1973-2001.
Shuster avlade 1983 sin grundexamen vid Dickinson College. Han avlade sedan 1987 sin MBA vid American University.
Fadern Bud Shuster avgick 2001 som kongressledamot. Bill Shuster vann fyllnadsvalet för att efterträda sin far.
Shuster är lutheran och frimurare. Han och hustrun Rebecca har två barn.